# 1992年夏季残疾人奥林匹克运动会加拿大代表团
1992年夏季残疾人奥林匹克运动会加拿大代表团是加拿大派出的1992年夏季残疾人奥林匹克运动会代表团。获得28枚金牌、21枚银牌和26枚铜牌。